# José de Alencar
José Martiniano de Alencar (Fortaleza, 1 de mayo de 1829 - Río de Janeiro, 12 de diciembre de 1877) fue un escritor, dramaturgo, ensayista, periodista, político y crítico literario brasileño. Es considerado como el «patriarca de la literatura brasileña» y una de las figuras más influyentes del siglo XIX en Brasil por la trascendencia y el carácter nacional de su obra. Era hermano del Barón Leonel Martiniano de Alencar, hijo del Senador y Gobernador José Martiniano Pereira de Alencar y nieto de la heroína Bárbara Pereira de Alencar.

## Biografía

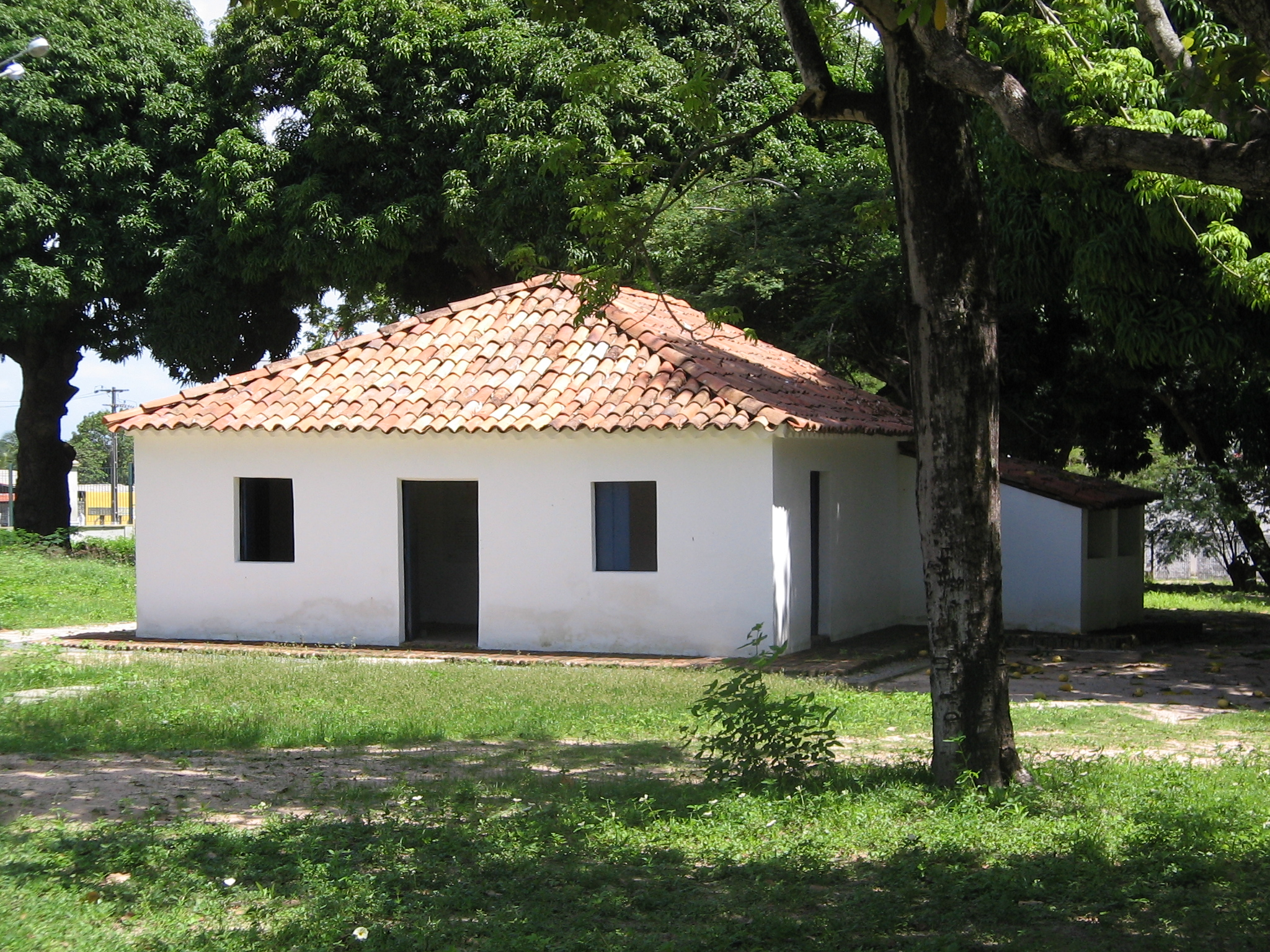
Casa de José de Alencar en Messejana, Fortaleza.

Nació en el actual barrio de Messejana en Fortaleza, por entonces un municipio cercano a dicha ciudad. Era hijo del senador José Martiniano Pereira de Alencar y hermano del diplomático Leonel Martiniano de Alencar, barón de Alencar. Los Alencar eran una familia de terratenientes, de gran influencia política y económica en el Nordeste brasileño. Los padres de José se mudaron a la capital del Imperio del Brasil, Río de Janeiro cuando el niño tenía once años. En 1846 comenzó sus estudios de Derecho en la Facultad de Derecho de São Paulo. En ese período fundó la  revista Ensaios Literáríos. Se graduó en 1850 y en 1854 debutó como folletinista en el Correio Mercantil. También colaboró con el Diário do Río de Janeiro.
En 1859 fue nombrado jefe de la Secretaría del Ministerio de Justicia y luego ejerció como consultor del mismo. En 1860 asumió como diputado estatal en Ceará, por el partido Conservador. A partir de 1868, y hasta enero de 1870, ejerció como ministro de Justicia. En 1869, se postuló al senado del Imperio, pero el Emperador Pedro II de Brasil no lo eligió por ser muy joven aún.
Sus primeras novelas aparecieron al principio como folletines en la prensa. En 1856 publicó su primera novela, Cinco Minutos, seguida de A Viuvinha en 1857. En ese mismo año alcanzó notoriedad con la publicación de O Guarani, con la que dio inicio a una trilogía indigenista que completó con Iracema (1865) y Ubirajara (1874). La primera, epopeya sobre el origen del Ceará, tiene como protagonista principal a la nativa Iracema, la «virgen de los labios de miel» y «cabellos tan oscuros como un ala de graúna». En la segunda el personaje es Ubirajara, valiente guerrero indígena, quien en el transcurso de la narración alcanza la madurez.
Escribió también novelas urbanas como Senhora (1875) y Encarnação (1877, publicada en 1893); regionalistas como O Gaúcho, (1870) y O Sertanejo (1875) e históricas Guerra dos Mascates (1873), además de obras teatrales. Una particularidad fundamental en su obra es el nacionalismo, tanto en los temas como en las innovaciones en el uso de la lengua portuguesa. En un momento de consolidación de la Independencia de Brasil, Alencar representaba uno de los mayores y más sinceros esfuerzos patrióticos por dotar a Brasil de conocimiento y cultura propios, y por construir nuevos caminos para la literatura brasileña. 
Las obras de José de Alencar pueden ser clasificadas de acuerdo a las regiones geográficas de sus escenarios. O Sertanejo se corresponde con el Sertón de la región Nordeste de Brasil, Iracema con el litoral cearense, O Gaúcho con la Pampa gaúcha. Las novelas Til y O Tronco do Ipê tienen como escenario la zona rural, la primera de ellas en el interior paulista y la segunda en la zona de mata fluminense. La ciudad y la sociedad burguesa del Segundo Reinado están presentes en Diva, Luciola, Senhora y en otras novelas urbanas. Sus obras también se pueden clasificar por la etapa histórica en las que están ambientadas. Ubirajara se corresponde con el período precabralino, Iracema y O Guarani con la etapa de formación de la nacionalidad brasileña. La expansión territorial, la colonización y el sentimiento nativista están presentes en As Minas de Prata, sobre los bandeirantes, y en Guerra dos Mascates, sobre la rebelión colonial. Las novelas Diva, Luciola, Senhora, entre otras, reflejan la vida urbana contemporánea a José de Alencar y la burguesía fluminense del siglo XIX.
Se casó con la joven Georgeanna Augusta Cochrane, hija del noble inglés Thomas Cochrane (primo del almirante homónimo) y de la brasileña Helena Nogueira. En 1872 nació su hijo Mário de Alencar. Según una versión no confirmada, en realidad sería hijo de Machado de Assis, dando así respaldo a la novela Dom Casmurro. Enfermo de tuberculosis, viajó a Europa en 1877 para recibir un tratamiento médico, que fracasó. Ese mismo año falleció en Río de Janeiro. 

## Obras

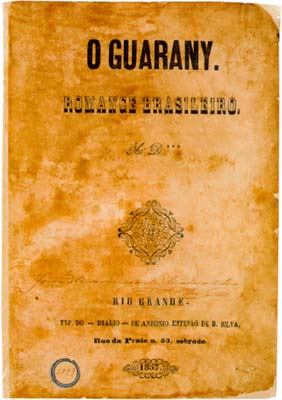
Primera edición de O guarani (1857).

### Novelas
- Cinco minutos (1856)
- A viuvinha (1857)
- O guarani (1857)
- Lucíola (1862)
- Diva (1864)
- Iracema (1865)
- As minas de prata - 1º vol. (1865)
- As minas de prata - 2.º vol. (1866)
- O gaúcho (1870)
- A pata da gazela (1870)
- O tronco do ipê (1871)
- Guerra dos mascates - 1º vol. (1871)
- Til (1871)
- Sonhos d'ouro (1872)
- Alfarrábios (1873)
- Guerra dos mascates - 2º vol. (1873)
- Ubirajara (1874)
- O sertanejo (1875)
- Senhora (1875)
- Encarnação (1877)

### Teatro
- O crédito (1857)
- Verso e reverso (1857)
- O Demônio Familiar (1857)
- As asas de um anjo (1858)
- Mãe (1860)
- A expiação (1867)
- O garatuja (1873)
- O jesuíta (1875)

### Crónica
- Ao correr da pena (1874)

### Autobiografía
- Como e por que sou romancista (1873)

### Crítica y polémica
- Cartas sobre a confederação dos tamoios (1856)
- Ao imperador: cartas políticas de Erasmo (1865)
- Novas cartas políticas de Erasmo (1865)
- Ao povo: cartas políticas de Erasmo (1866)
- O sistema representativo (1866)